# Билиран (вулкан)
Билиран — вулкан, расположен на острове Билиран, недалеко от острова Лейте в провинции Билиран, Филиппины. 
Билиран является комплексом вулканов, высшая точка которого достигает 1301 метра. В комплекс входят вулканические купола и один стратовулкан — Малитаван (1200 м.). Все они состоят из андезитовых пород. Некоторые вулканические образования довольно древние и относятся к эпохе плейстоцена. Фумарольные поля расположены на всей территории, которая прилегает к Билирану. Единственная активная вулканическая деятельность зафиксирована в 1939 году. Тогда произошло извержение взрывного характера, шлейф вулканического пепла покрыл территорию на расстоянии 12 километров к востоку от эпицентра извержения.